# Erwin Bälz

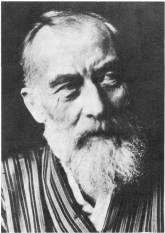
Erwin Bälz

Erwin Otto Eduard von Bälz (* 13. Januar 1849 in Bietigheim, Königreich Württemberg; † 31. August 1913 in Stuttgart) war ein deutscher Internist, Tropenmediziner und Anthropologe. Er war Leibarzt für das Japanische Kaiserhaus. Mit den ebenfalls aus Deutschland stammenden Chirurgen Wilhelm Schultze und Julius Scriba begründete er in Japan die moderne Medizin.

## Leben

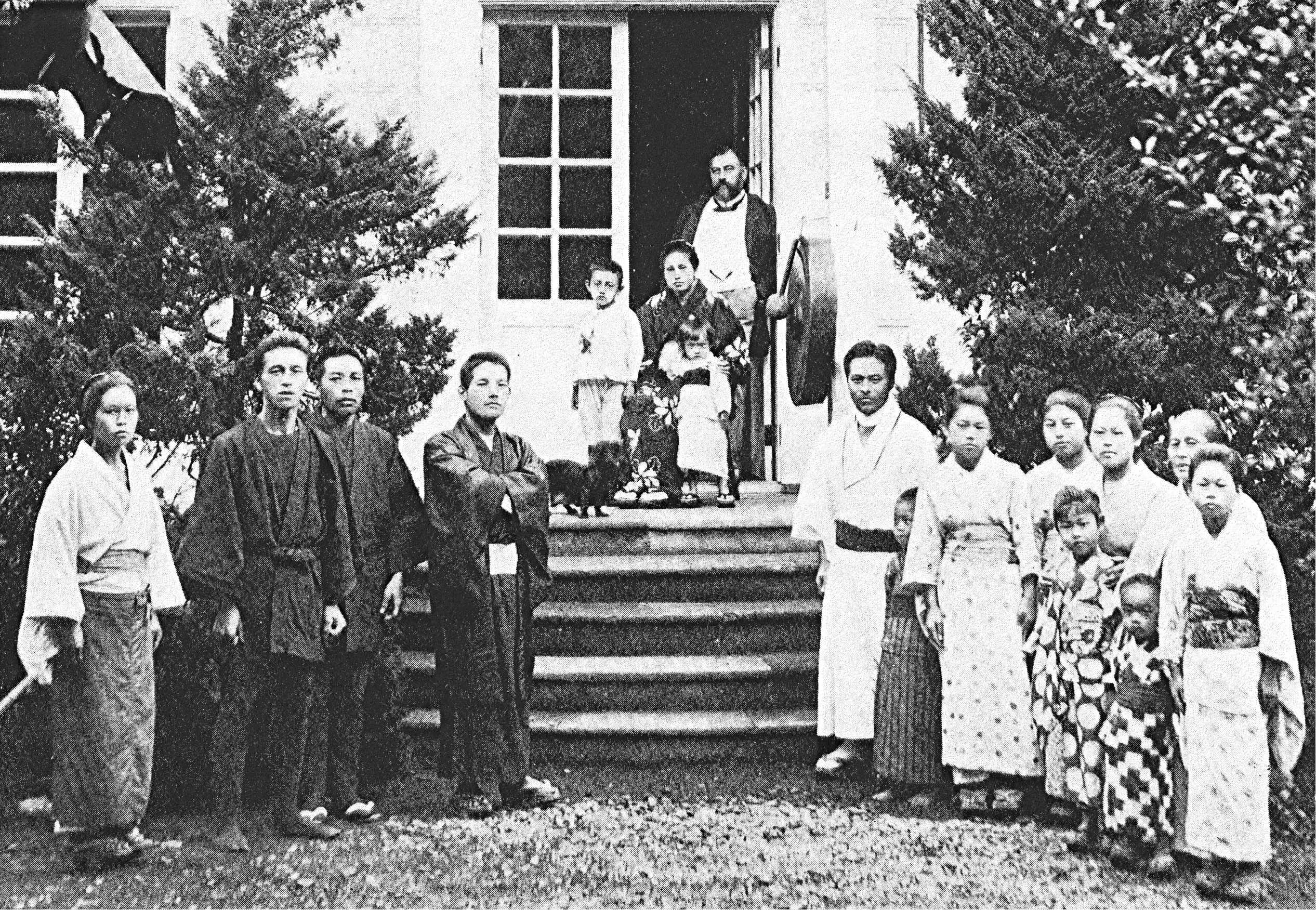
Bälz mit Angestellten vor seinem Haus in Tokio

Erwin Bälz war der Sohn des Bauunternehmers Carl Gottlob Friedrich Bälz und dessen Ehefrau Wilhelmine Caroline (geb. Essich). Sein Bruder war Karl von Bälz. Bälz wuchs im selben Haus wie der 3 Jahre jüngere Künstler Gustav Schönleber auf. Er besuchte in Stuttgart das Eberhard-Ludwigs-Gymnasium und begann mit 19 Jahren in Tübingen das Studium der Medizin. Nach dem Physikum wechselte Bälz nach Leipzig, wo er 1872 sein Studium abschloss und im selben Jahr promoviert wurde. Im gleichen Jahr begann er auch seine Berufstätigkeit als Assistent von Carl Reinhold August Wunderlich (1815–1877) und Ernst Leberecht Wagner (1829–1888) und habilitierte sich dort 1876 mit einer Arbeit Über akuten Gelenkrheumatismus. In seiner Studienzeit war er Mitglied der Burschenschaft Germania Tübingen und im Krieg 1870/71 als Feldarzt tätig. Während dieser Jahre lernte er u. a. Heinrich Botho Scheube kennen. Im Jahr 1876 wurde er in den Bund der Freimaurer aufgenommen und Mitglied der Stuttgarter Loge Wilhelm zur aufgehenden Sonne.
Über Kontakte mit einem japanischen Patienten wurde er 1876 als O-yatoi gaikokujin für zunächst zwei Jahre an die Medizinische Hochschule Tokio (ab 1877 die medizinische Fakultät der Universität Tokio) als Nachfolger des deutschen Arztes Agathon Wernich (1843–1896) berufen. Als Hochschullehrer blieb er 29 Jahre in Japan und unterrichtete über 800 Schüler in der westlichen Schulmedizin.
Während seines 29-jährigen Aufenthalts in Japan war Bälz nicht nur als Universitätsprofessor tätig. Er wurde auch bei Sitzungen und Beratungen des japanischen Gesundheitsamts zu Rate gezogen, er führte die Aufsicht über die Universitätsklinik und unterhielt darüber hinaus eine eigene Praxis.
Seine medizinischen Fähigkeiten bedingten seine Berufung zum beratenden Hofarzt in den 1890er Jahren und zum Leibarzt des Kronprinzen. Er besuchte im Sommer 1899 die koreanische Hauptstadt Seoul und die Hafenstadt Busan und nahm dabei ethnologische Untersuchungen vor. Vom 22. April bis zum 3. Juli 1903 war er erneut in Korea und machte mit Richard Wunsch eine Expedition ins Innere des Landes. 1902 hielt Bälz seine Abschiedsvorlesung an der medizinischen Fakultät der Universität Tokio. Sein Amt als Hofarzt versah er bis zu seiner Rückkehr nach Europa im Jahr 1905.
Zurück in Deutschland stellte Bälz auch seine ärztliche Tätigkeit ein, um sich seinen anthropologischen Studien zu widmen. Im Jahr 1907 wurde er zum ersten Vorsitzenden der neu gegründeten Deutschen Gesellschaft für Tropenmedizin gewählt. Sein großes Projekt, ein Lehrbuch über die Menschen Ostasiens, konnte er nicht mehr verwirklichen, da er 1910 an einer Gefäßerkrankung zu leiden begann. Dieser erlag er im Jahr 1913.
Er heiratete die Japanerin Hanako, mit der er zwei Kinder hatte. Sie lebte bis 1922 in Deutschland, danach zurückgezogen in Tokio, wo sie am 7. Februar 1937 verstarb.

## Arzt, Anthropologe und Forscher

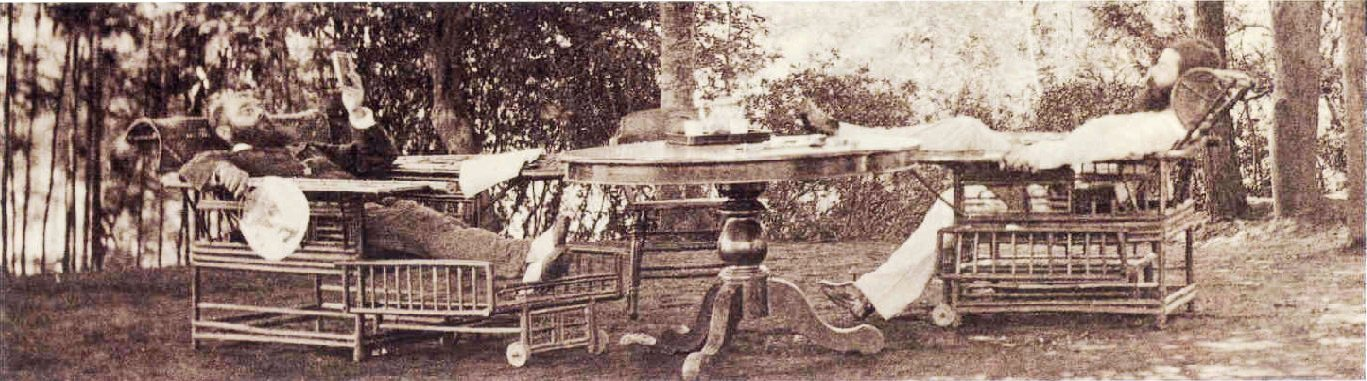
Bälz, links Curt Adolph Netto

Erwin Bälz gilt in der Medizingeschichte als Entdecker und Erforscher noch unbekannter Erkrankungen in Ostasien. Bälz brachte außerdem die deutsche Medizin durch seine langjährige Tätigkeit als Arzt und Professor in Tokio zu hohem Ansehen in Japan. Die Anthropologie verdankt ihm wichtige Publikationen und Forschungsbeiträge zu den Kulturen und Menschen Ostasiens. Darüber hinaus gilt Bälz in Japan als Wegbereiter der modernen japanischen Medizin, als Freund des japanischen Volks und schließlich als kultureller Vermittler zwischen Deutschland und Japan.
Bis Mitte der 70er Jahre wurden in Japan aufgrund seines Einflusses die Krankenkarten in deutscher Sprache geführt. Auf Bälz Initiative hin wurden die vulkanischen Quellen von Kusatsu zu dem heute erfolgreichsten Kurort in Japan ausgebaut.
Außerdem widmete sich Bälz sowohl anthropologischen als auch ethnologischen Studien, die er auf seinen Reisen durch Japan durchführte. Seine anthropologische und ethnologische Forschungstätigkeit in Japan wurde ihm durch seine Japanisch-Kenntnisse wesentlich erleichtert. Sowohl auf dem Gebiet der Medizin (Lehrbuch der Inneren Medizin, 1890) als auch auf dem Gebiet der Ethnologie bzw. Anthropologie leistete Bälz wichtige Beiträge. Er förderte die japanische Lebensart (Ju-Jutsu, Balneologie) und bezeigte Japan ein reges Interesse in Sachen Kunst und Poesie.
Bälz war auch leidenschaftlicher Kunstsammler. Ein Großteil seiner japanischen Kunstwerke ist heute im Linden-Museum in Stuttgart ausgestellt. Seine Sammlung japanischer Gewebe befindet sich in der Historischen Gewebesammlung der Hochschule Reutlingen.

## Würdigungen

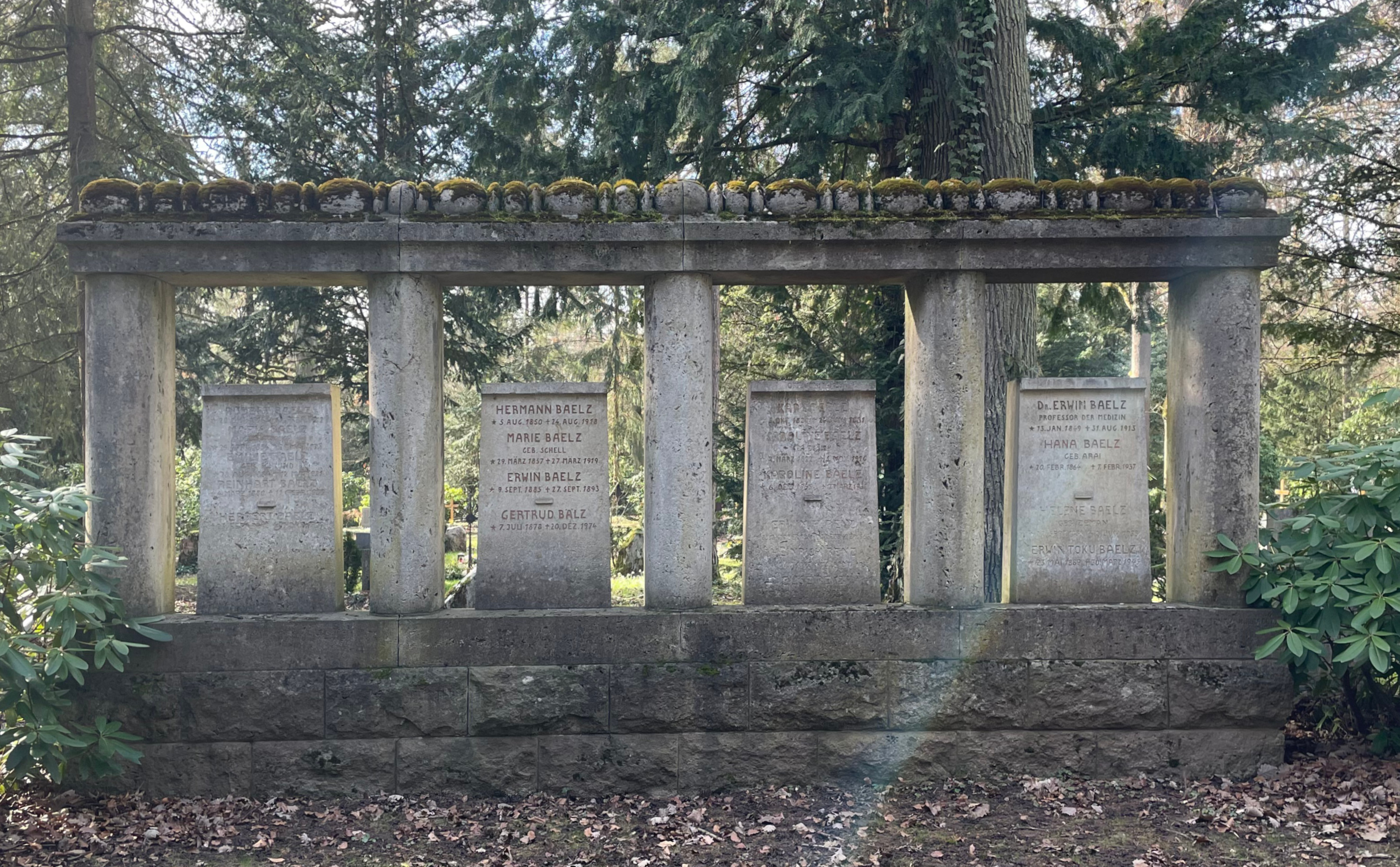
Familiengrab von Erwin Bälz auf dem Waldfriedhof Stuttgart

Zu seinem Abschied aus Japan 1905 wurde Bälz vom japanischen Kaiser mit dem „Großkreuz der aufgehenden Sonne“ ausgezeichnet.
1905 wurde Erwin von Bälz das Kommenturkreuz des Ordens der Württembergischen Krone verliehen, mit dem der persönliche Adelstitel verbunden war.
1909 wurde er Ehrenmitglied des Vereins für vaterländische Naturkunde in Württemberg.
1911 wurde er in die Gelehrtenakademie Leopoldina gewählt.
Am 27. Februar 1937 enthüllte man an seinem Geburtshaus eine Gedenktafel, sein Sohn Erwin-Toku Bälz hielt einen Vortrag, der über Kurzwellenradio auch nach Japan übertragen wurde. Aus Anlass seines 25. Todestags nannte man am 25. Oktober 1938 die Olgastraße in Stuttgart-Degerloch nach ihm um.
Eine Steinskulptur beim Klinikum der Eberhard Karls-Universität in Tübingen erinnert an seine Verdienste für die japanische Medizin. Seit 1961 besteht eine Städtepartnerschaft zwischen Kusatsu und Bietigheim-Bissingen. Im Stadtmuseum Bietigheim-Bissingen gibt es ein Bälz-Kabinett mit Ausstellungsstücken zu Leben und Werk des gebürtigen Bietigheimers.
1968 wurde zur Ehrung von Persönlichkeiten, die sich um die Stadt Bietigheim besonders verdient gemacht haben, und denen der Dank und die Anerkennung der Stadt durch eine besondere Auszeichnung zum Ausdruck gebracht werden sollte, die „Erwin-von-Bälz-Plakette“ entworfen.
Die vom Bildhauer Fritz Melis, Bietigheim, gestaltete Plakette ist 19 cm hoch und 12 cm breit und im Bronze-Gussverfahren ausgeführt. Sie zeigt auf der Vorderseite ein Reliefportrait von Professor Dr. Erwin von Bälz. Auf der Rückseite trägt sie das Stadtwappen von Bietigheim mit der Gravierung „Erwin von Bälz-Plakette der Stadt Bietigheim“ sowie den Namen der geehrten Persönlichkeit und eine besondere Widmung. In der Regel wird die Fassung gewählt: „Für besondere Verdienste um die Stadt“.

## Erwin von Bälz und die Kampfkünste
Seine sportliche Leidenschaft führte ihn auch in die Welt japanischer Kampfkünste. An der Kaiserlichen Universität Tokio machte Erwin von Bälz Werbung für die alten japanischen Kampfkünste, hauptsächlich für das Ju-Jutsu, welches sich seiner Meinung nach für die körperliche Ertüchtigung hervorragend eignete. Zusammen mit zwei weiteren Ärzten, Dr. Miyake und Dr. Julius Scriba, wurde er in ein bereits bestehendes Team des Erziehungsministeriums aufgenommen, welches die Aufgabe hatte, Ju-Jutsu zur körperlichen Ertüchtigung in die Erziehungsausbildung einzugliedern. Ob er an der kaiserlichen Universität auch auf den jungen Studenten Kanō Jigorō stieß, bleibt ungesichert. Fakt ist, dass Kanō zur gleichen Zeit an der kaiserlichen Universität war und zeitgleich zu Bälz sein Judo als Maßnahme zur körperlichen Ertüchtigung bewarb.